# OAO 1
OAO 1 (Orbiting Astronomical Observatory 1) – amerykański teleskop kosmiczny należący do serii OAO. Pierwsze z trzech obserwatoriów kosmicznych tego typu, które znalazło się na orbicie. Z powodu awarii systemu zasilania w energię nie rozpoczął obserwacji astronomicznych.

## Budowa
Długość satelity wynosiła 5,5 m, średnica 2,1 m, masa 1774 kg. Satelita miał kształt graniastosłupa ośmiobocznego, do którego zamontowano dwa panele baterii słonecznych mające dostarczać energię elektryczną.

## Misja
Misja rozpoczęła się 8 kwietnia 1966 roku, kiedy rakieta Atlas Agena D wyniosła z Cape Canaveral Air Force Station na niską orbitę okołoziemską pierwszy teleskop kosmiczny z serii OAO. Po znalezieniu się na orbicie satelita otrzymał oznaczenie COSPAR 1966-031A. Głównym zadaniem satelity miało być badanie źródeł promieniowania gamma. Początkowo misja przebiegała prawidłowo, jednak z powodu awarii ogniw słonecznych i rozładowania się baterii, została zakończona po wykonaniu 20 okrążeń Ziemi .